# Østfold
Østfold ( ? i  escolteu-ne la pronunciació en noruec) és una regió tradicional, un antic comtat i un districte electoral de Noruega situat a la zona sud-oest del país. El comtat va ser dissolt el 31 de desembre de 2019, quan va ser incorporat al nou comtat de Viken. Limitava amb el comtat d'Akershus al nord i amb Suècia a l'est (amb els comtats de Västra Götaland, al sud-oest, i Värmland, al nord-oest), mentre que al sud i a l'oest limitava amb el fiord d'Oslo, a la riba occidental del qual es trobaven els antics comtats de Buskerud i de Vestfold. La capital n'eraSarpsborg.
El 2016 tenia 289.867 habitants. La seva superfície era de 4,180.7 km². L'economia principal del comtat és formada per les nombroses indústries situades al comtat, algunes que treballen a escala mundial, i també per les mines de granit i ferro situades al nord del municipi. L'àrea del comtat és força poblada, amb 68/km².
El lema del comtat és "el cor d'Escandinàvia". El dialecte local es caracteritza per la seva proximitat geogràfica amb Suècia.

## Etimologia
L'antic nom del fiord d'Oslo era Fold; Østfold vol dir 'la regió est del Fold' (vegeu també Vestfold). El nom fou registrat per primera vegada el 1543; a l'edat mitjana el nom del país va ser Borgarsysla 'el país/sýsla de la ciutat de Borg (ara Sarpsborg)'. Més tard, quan Noruega estava sota domini danès, el rei danès va dividir l'àrea en moltes baronies. Aquestes es van fusionar en un comtat (amt) el 1662 - i després va ser nomenat Smaalenenes Amt 'l'amt que consisteix en un petit len'. El nom va ser canviat de nou a Østfold el 1919.

## Història
Østfold es troba entre les regions habitades més antigues de la nació, amb petròglifs (dibuixos de roca) i túmuls funeraris a tota la zona.
En l'època dels vikings, l'àrea era part de Vingulmark, que en el seu moment era part de Viken i incloïa Båhuslen. Va estar en part sota domini danès fins al moment que Harald I va esdevenir rei.

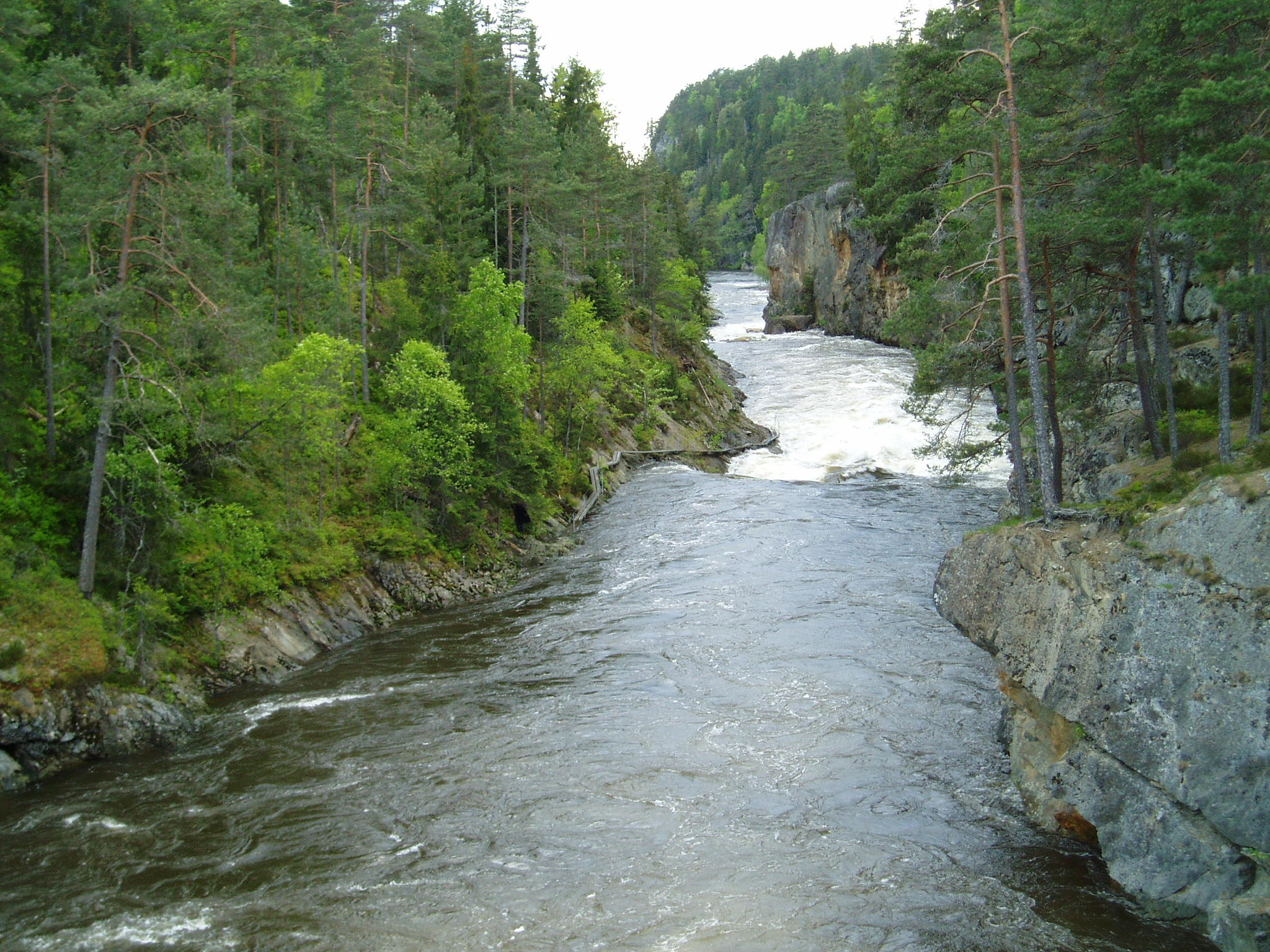
L'Ågårdselva al seu pas per Sarpsborg.

Més tard, quan Noruega estava sota domini danès, el rei danès va dividir l'àrea en moltes baronies. La baronia d'Heggen og Froland, que consisteix en els municipis d'Askim, Eidsberg i Trøgstad, originalment pertanyia a Akershus, però va ser traslladada a Østfold el 1768.

### Escut d'armes
L'escut d'armes és modern. Se'ls hi va concedir el 1958. Les línies representen els raigs del sol a l'alba oriental. També representen el culte del Sol a l'Edat del Bronze, i en aquest cas també simbolitza als diversos talls de la roca que es troben al comtat.

## Geografia

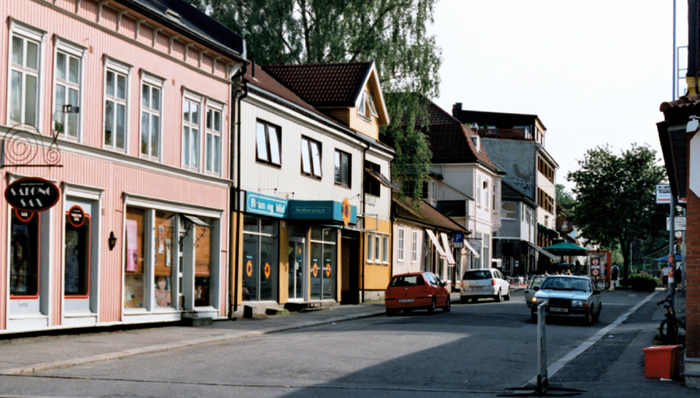
El carrer de Jernbane, a Sarpsborg.

Østfold es troba entre el fiord d'Oslo i Suècia. Està dominat pel paisatge planejant amb una gran quantitat de boscos al nord i al llarg de la frontera amb Suècia, un sistema de llacs important en la part central, i una zona de terres baixes densament poblada al llarg de la costa, amb unes quantes illes davant la costa. El riu més llarg de Noruega, el Glomma, flueix a través del comtat i desemboca al fiord d'Oslo a Fredrikstad.

## Demografia
L'1 de gener de 2016 la població d'Østfold era de 289.867 habitants, segons el cens de l'Oficina Central d'Estadístiques de Noruega.

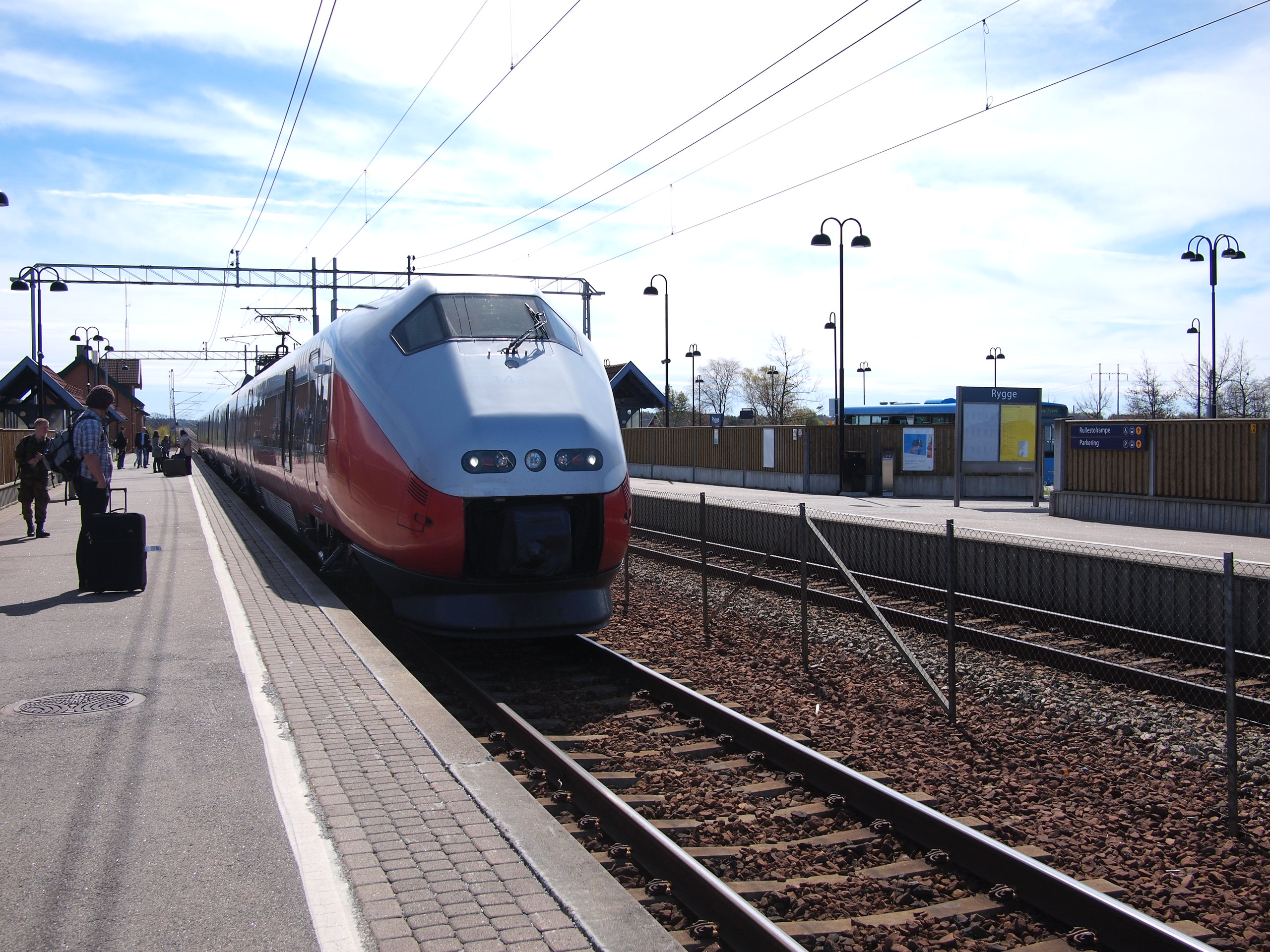
L'estació de Rygge.

La major part de la població del comtat està situat a la zona costanera. Les ciutats de Moss, Sarpsborg, Fredrikstad i Halden es troben al comtat, juntament amb alguns municipis rurals relativament poblat, entre els quals destaquen Askim i Mysen.

## Transports
Østfold està estratègicament situat entre Oslo i Suècia. La principal autopista E06 entre Oslo i Göteborg s'executa com una autopista a través del comtat de la frontera sud amb Suècia i la frontera amb el comtat d'Akershus. La principal carretera E18 entre Oslo i Estocolm passa pel comtat i per la frontera sueca en una direcció sud-est-nord-oest. El ferrocarril d'Oslo a Göteborg és força paral·lel amb l'E6, i també hi ha una via fèrria entre esquís i de Sarpsborg que cobreix la part interna. L'Aeroport de Moss-Rygge és l'únic aeroport públic al comtat. Ryanair és la principal empresa de subministrament d'aquest aeroport amb vols internacionals. L'aeroport serveix com una addició a l'aeroport d'Oslo-Gardermoen, amb una població de més de 2 milions de persones dins de les dues hores de distància.

## Divisió administrativa
El comtat està dividit en els següents municipis:
| 1. Aremark 2. Askim 3. Eidsberg 4. Fredrikstad 5. Halden 6. Hobøl 7. Hvaler 8. Marker 9. Moss 10. Rakkestad 11. Rygge 12. Rømskog 13. Råde 14. Sarpsborg 15. Skiptvet 16. Spydeberg 17. Trøgstad 18. Våler | Municipalities of Østfold |

## Fills il·lustres
- Roald Amundsen (1872-1928) - Explorador de les regions polars
- Berit As - Política, professora i feminista.
- Petter Solberg - pilot de ral·li.